# Fermersleben
Fermersleben, Magdeburg-Fermersleben – dzielnica miasta Magdeburg w Niemczech, w kraju związkowym Saksonia-Anhalt. 